# Macroditassa tassadioides
Macroditassa tassadioides är en oleanderväxtart som först beskrevs av Rudolf Schlechter, och fick sitt nu gällande namn av Gustaf Oskar Andersson Malme. Macroditassa tassadioides ingår i släktet Macroditassa och familjen oleanderväxter. Inga underarter finns listade i Catalogue of Life.